# Dendryphantes ovchinnikovi
Dendryphantes ovchinnikovi är en spindelart som beskrevs av Logunov, Marusik 1994. Dendryphantes ovchinnikovi ingår i släktet Dendryphantes och familjen hoppspindlar. Inga underarter finns listade i Catalogue of Life.